# Stafford (Nueva York)
Stafford es un pueblo ubicado en el condado de Genesee en el estado estadounidense de Nueva York. En el año 2000 tenía una población de 2.409 habitantes y una densidad poblacional de 29.9 personas por km².

## Geografía
Stafford se encuentra ubicado en las coordenadas 42°59′48″N 78°5′15″O / 42.99667, -78.08750.

## Demografía
Según la Oficina del Censo en 2000 los ingresos medios por hogar en la localidad eran de $49,516, y los ingresos medios por familia eran $54,667. Los hombres tenían unos ingresos medios de $35,548 frente a los $24,375 para las mujeres. La renta per cápita para la localidad era de $19,775. Alrededor del 3.7% de la población estaban por debajo del umbral de pobreza.